# Krosnowice
Krosnowice (německy Rengersdorf, česky Olbramice) jsou obcí v Polsku, ležící v Dolnoslezském vojvodství, v Kladském okresu, gmině Kladsko.

## Poloha
Obec se nachází 6 kilometrů jižně od Kladska, na důležité železniční trati Vratislav–Lichkov, s přípojnou tratí 322 směr Stronie Śląskie. Obcí protékají řeky Biała Lądecka a Kladská Nisa, obklopují ji vrchy Krowiarky.

## Historie
První zmínka o Krosnowicích pochází z roku 1326. V obci se již tehdy nacházel farní kostel a v prostoru dnešního zámku rytířské sídlo (tvrz).
Až do 17. století bylo panství majetkem slezského šlechtického rodu Pannewitzů, nejstarším známým majitelem byl Wolfram von Pannwitz, leník Jana Lucemburského.
V důsledku slezských válek se Krosnowice (spolu s celým Kladskem) staly roku 1763 částí Pruska.
Roku 1864 zde průmyslník Hermann Dietrich Lindheim otevřel přádelnu bavlny se 750 pracovními místy. Další rozvoj obec zaznamela s otevřením železničních tratí v letech 1875 (do Kladska a Lichkova) a 1897 (do Stronie Śląskieho).
Po roce 1945 byli původní obyvatelé vysídleni do Německa a obec připadla Polsku - tehdy jako Rengersdorf. Nový název Krosnowice se začal používat o rok později.

## Pamětihodnosti

### Kostel sv. Jakuba
Kostel stojí na výrazném ostrohu nad Kladskou Nisou, dochoval se interiér z 18. století s rodovými erby.

### Zámek Krosnowice Górne
Zámek pocházející z 18.–19. století, spolu se zámeckým parkem je dnes ve zchátralém stavu.

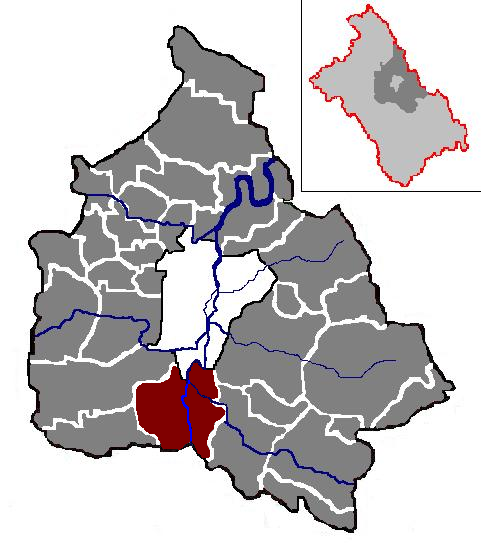
Krosnowice v gmině Kladsko

## Rodáci a významné osobnosti
- Georg Hentschel (* 1941) – německý biblista, emeritní profesor Exegeze a Starého zákona na univerzitě v Erfurtu